# Kuba a 2016. évi nyári olimpiai játékokon
Kuba a brazíliai Rio de Janeiróban megrendezett 2016. évi nyári olimpiai játékok egyik részt vevő nemzete volt. Az országot az olimpián 18 sportágban 117 sportoló képviselte, akik összesen 11 érmet szereztek.

## Érmesek
| Érem  | Versenyző           | Sportág   | Versenyszám               |
| ----- | ------------------- | --------- | ------------------------- |
| Arany | Ismael Borrero      | Birkózás  | Férfi kötöttfogás, 59 kg  |
| Arany | Mijaín López        | Birkózás  | Férfi kötöttfogás, 130 kg |
| Arany | Robeisy Ramírez     | Ökölvívás | Férfi harmatsúly          |
| Arany | Arlen López         | Ökölvívás | Férfi középsúly           |
| Arany | Julio César La Cruz | Ökölvívás | Férfi félnehézsúly        |
| Ezüst | Yasmany Lugo        | Birkózás  | Férfi kötöttfogás, 98 kg  |
| Ezüst | Idalys Ortíz        | Cselgáncs | Női nehézsúly             |
| Bronz | Denia Caballero     | Atlétika  | Női diszkoszvetés         |
| Bronz | Joahnys Argilagos   | Ökölvívás | Férfi papírsúly           |
| Bronz | Lázaro Álvarez      | Ökölvívás | Férfi könnyűsúly          |
| Bronz | Erislandy Savón     | Ökölvívás | Férfi nehézsúly           |

## Asztalitenisz
Férfi
| Versenyző    | Versenyszám | Selejtező         | 64-es főtábla                                           | 48-as főtábla     | 32-es főtábla     | Nyolcaddöntő      | Negyeddöntő       | Elődöntő          | Döntő             | Helyezés |
| Versenyző    | Versenyszám | Ellenfél Eredmény | Ellenfél Eredmény                                       | Ellenfél Eredmény | Ellenfél Eredmény | Ellenfél Eredmény | Ellenfél Eredmény | Ellenfél Eredmény | Ellenfél Eredmény | Helyezés |
| ------------ | ----------- | ----------------- | ------------------------------------------------------- | ----------------- | ----------------- | ----------------- | ----------------- | ----------------- | ----------------- | -------- |
| Jorge Campos | Egyes       | erőnyerő          | Eugene Wang (CAN) · 11–6, 11–13, 11–9, 4–11, 5–11, 6–11 | kiesett           | kiesett           | kiesett           | kiesett           | kiesett           | kiesett           | 49.      |
| Andy Pereira | Egyes       | erőnyerő          | Hugo Calderano (BRA) · 6–11, 7–11, 7–11, 4–11           | kiesett           | kiesett           | kiesett           | kiesett           | kiesett           | kiesett           | 49.      |

## Atlétika
Férfi
| Versenyző                                                        | Versenyszám     | Előfutam | Előfutam | Előfutam | Elődöntő | Elődöntő | Elődöntő | Döntő   | Döntő    |
| Versenyző                                                        | Versenyszám     | Idő      | Hely.    | Össz.    | Idő      | Hely.    | Össz.    | Idő     | Helyezés |
| ---------------------------------------------------------------- | --------------- | -------- | -------- | -------- | -------- | -------- | -------- | ------- | -------- |
| Reynier Mena                                                     | 200 m           | 20,42    | 4.       | 25.**    | kiesett  | kiesett  | kiesett  | kiesett | kiesett  |
| Roberto Skyers                                                   | 200 m           | 20,44    | 2.       | 28.      | 20,60    | 8.       | 22.      | kiesett | kiesett  |
| Yoandys Lescay                                                   | 400 m           | 45,36    | 3.       | 13.      | 45,00    | 6.       | 13.      | kiesett | kiesett  |
| Yordan O'Farrill                                                 | 110 m gát       | 13,56    | 4.       | 15.      | 13,70    | 7.       | 21.      | kiesett | kiesett  |
| Jhoanis Portill                                                  | 110 m gát       | kizárták | kizárták | kizárták | kiesett  | kiesett  | kiesett  | kiesett | kiesett  |
| José Luis Gaspar                                                 | 400 m gát       | 50,58    | 7.       | 40.      | kiesett  | kiesett  | kiesett  | kiesett | kiesett  |
| Richer Pérez                                                     | Maraton         |          |          |          |          |          |          | 2:18:05 | 46.      |
| César Ruiz Roberto Skyers Reynier Mena Yaniel Carrero            | 4 × 100 m váltó | 38,47    | 7.       | 13.      |          |          |          | kiesett | kiesett  |
| Williams Collazo Adrián Chacón Osmaidel Pellicier Yoandys Lescay | 4 × 400 m váltó | 3:00,16  | 3.       | 7.       |          |          |          | 2:59,53 | 6.       |

| Versenyző       | Versenyszám   | Selejtező | Selejtező | Döntő    | Döntő    |
| Versenyző       | Versenyszám   | Eredmény  | Helyezés  | Eredmény | Helyezés |
| --------------- | ------------- | --------- | --------- | -------- | -------- |
| Maykel Massó    | Távolugrás    | 781 cm    | 15.       | kiesett  | kiesett  |
| Lázaro Martínez | Hármasugrás   | 16,61 m   | 12.       | 16,68 m  | 8.       |
| Ernesto Revé    | Hármasugrás   | 16,58 m   | 14.       | kiesett  | kiesett  |
| Jorge Fernández | Diszkoszvetés | 60,43 m   | 22.       | kiesett  | kiesett  |
| Roberto Janet   | Kalapácsvetés | 73,23 m   | 14.       | kiesett  | kiesett  |

| Versenyző       | Versenyszám | 100 m | 100 m | Távolugrás | Távolugrás | Súlylökés | Súlylökés | Magasugrás | Magasugrás | 400 m | 400 m | 110 m gát | 110 m gát | Diszkoszvetés | Diszkoszvetés | Rúdugrás | Rúdugrás | Gerelyhajítás | Gerelyhajítás | 1500 m  | 1500 m | Végeredmény | Végeredmény |
| Versenyző       | Versenyszám | Idő   | Pont  | Eredmény   | Pont       | Eredmény  | Pont      | Eredmény   | Pont       | Idő   | Pont  | Idő       | Pont      | Eredmény      | Pont          | Eredmény | Pont     | Eredmény      | Pont          | Idő     | Pont   | Pont        | Helyezés    |
| --------------- | ----------- | ----- | ----- | ---------- | ---------- | --------- | --------- | ---------- | ---------- | ----- | ----- | --------- | --------- | ------------- | ------------- | -------- | -------- | ------------- | ------------- | ------- | ------ | ----------- | ----------- |
| Yordanis García | Tízpróba    | 10,81 | 903   | 683 cm     | 774        | 14,58 m   | 764       | 201 cm     | 813        | 48,69 | 876   | 14,25     | 942       | 40,34 m       | 671           | 450 cm   | 760      | 64,70 m       | 809           | 4:44,99 | 649    | 7961        | 18.         |
| Leonel Suárez   | Tízpróba    | 11,21 | 814   | 714 cm     | 847        | 14,27 m   | 745       | 207 cm     | 868        | 48,15 | 902   | 14,48     | 913       | 47,07 m       | 810           | 490 cm   | 880      | 72,32 m       | 925           | 4:28,32 | 756    | 8460        | 6.          |

Női
| Versenyző                                                   | Versenyszám     | Előfutam | Előfutam | Előfutam | Elődöntő | Elődöntő | Elődöntő | Döntő   | Döntő    |
| Versenyző                                                   | Versenyszám     | Idő      | Hely.    | Össz.    | Idő      | Hely.    | Össz.    | Idő     | Helyezés |
| ----------------------------------------------------------- | --------------- | -------- | -------- | -------- | -------- | -------- | -------- | ------- | -------- |
| Arialis Gandulla                                            | 200 m           | 23,41    | 6.       | 50.*     | kiesett  | kiesett  | kiesett  | kiesett | kiesett  |
| Rose Mary Almanza                                           | 800 m           | 2:00,50  | 3.       | 25.      | kiesett  | kiesett  | kiesett  | kiesett | kiesett  |
| Sahily Diago                                                | 800 m           | 2:01,38  | 3.       | 35.      | kiesett  | kiesett  | kiesett  | kiesett | kiesett  |
| Lisneidy Veitía                                             | 800 m           | 2:02,10  | 4.       | 42.      | kiesett  | kiesett  | kiesett  | kiesett | kiesett  |
| Zurian Hechavarría                                          | 400 m gát       | 57,28    | 7.       | 33.*     | kiesett  | kiesett  | kiesett  | kiesett | kiesett  |
| Dailín Belmonte                                             | Maraton         |          |          |          |          |          |          | 2:48:58 | 102.     |
| Lisneidy Veitía Gilda Casanova Roxana Gómez Daisurami Bonne | 4 × 400 m váltó | 3:30,11  | 8.       | 15.      |          |          |          | kiesett | kiesett  |

| Versenyző        | Versenyszám   | Selejtező | Selejtező | Döntő                    | Döntő                    |
| Versenyző        | Versenyszám   | Eredmény  | Helyezés  | Eredmény                 | Helyezés                 |
| ---------------- | ------------- | --------- | --------- | ------------------------ | ------------------------ |
| Yarisley Silva   | Rúdugrás      | 460 cm    | 5.*       | 460 cm                   | 7.*                      |
| Liadagmis Povea  | Hármasugrás   | 13,63 m   | 25.       | kiesett                  | kiesett                  |
| Yaniuvis López   | Súlylökés     | 17,15 m   | 22.       | kiesett                  | kiesett                  |
| Saily Viart      | Súlylökés     | 16,99 m   | 26.       | kiesett                  | kiesett                  |
| Denia Caballero  | Diszkoszvetés | 62,94 m   | 6.        | 65,34 m                  |                          |
| Yaime Pérez      | Diszkoszvetés | 65,38 m   | 1.        | érvényes kísérlet nélkül | érvényes kísérlet nélkül |
| Yirisleydi Ford  | Kalapácsvetés | 10,91 m   | 32.       | kiesett                  | kiesett                  |
| Yulenmis Aguilar | Gerelyhajítás | 54,94 m   | 29.       | kiesett                  | kiesett                  |

| Versenyző          | Versenyszám | 100 m gát | 100 m gát | Magasugrás | Magasugrás | Súlylökés | Súlylökés | 200 m | 200 m | Távolugrás | Távolugrás | Gerelyhajítás | Gerelyhajítás | 800 m   | 800 m | Végeredmény | Végeredmény |
| Versenyző          | Versenyszám | Idő       | Pont      | Eredmény   | Pont       | Eredmény  | Pont      | Idő   | Pont  | Eredmény   | Pont       | Eredmény      | Pont          | Idő     | Pont  | Pont        | Helyezés    |
| ------------------ | ----------- | --------- | --------- | ---------- | ---------- | --------- | --------- | ----- | ----- | ---------- | ---------- | ------------- | ------------- | ------- | ----- | ----------- | ----------- |
| Yorgelis Rodríguez | Hétpróba    | 13,61     | 1034      | 186 cm     | 1054       | 13,69 m   | 773       | 24,26 | 956   | 625 cm     | 927        | 48,89 m       | 839           | 2:14,65 | 898   | 6481        | 7.          |

* - egy másik versenyzővel azonos eredményt ért el

** - két másik versenyzővel azonos eredményt ért el

## Birkózás

### Férfi
Kötöttfogású
| Versenyző           | Versenyszám | Selejtező                 | Nyolcaddöntő                | Negyeddöntő              | Elődöntő                        | Vigaszág első kör | Vigaszág elődöntő | Bronz- mérkőzés   | Döntő                         | Helyezés |
| Versenyző           | Versenyszám | Ellenfél Eredmény         | Ellenfél Eredmény           | Ellenfél Eredmény        | Ellenfél Eredmény               | Ellenfél Eredmény | Ellenfél Eredmény | Ellenfél Eredmény | Ellenfél Eredmény             | Helyezés |
| ------------------- | ----------- | ------------------------- | --------------------------- | ------------------------ | ------------------------------- | ----------------- | ----------------- | ----------------- | ----------------------------- | -------- |
| Ismael Borrero      | 59 kg       | erőnyerő                  | Arszen Eralijev (KGZ) · 6–3 | Wang Lumin (CHN) · 8–0   | Elmurat Taszmuradov (UZB) · 4–1 |                   |                   |                   | Óta Sinobu (JPN) · 8–0        |          |
| Miguel Martínez     | 66 kg       | Rəsul Çunayev (AZE) · 2–4 | kiesett                     | kiesett                  | kiesett                         | kiesett           | kiesett           | kiesett           | kiesett                       | 12.      |
| Yurisandy Hernández | 75 kg       | erőnyerő                  | Andy Bisek (USA) · 0–1      | kiesett                  | kiesett                         | kiesett           | kiesett           | kiesett           | kiesett                       | 17.      |
| Yasmany Lugo        | 98 kg       | erőnyerő                  | Xiao Di (CHN) · 2–0         | Gászem Rezái (IRI) · 4–0 | Fredrik Schön (SWE) · 2–0       |                   |                   |                   | Artur Alekszanján (ARM) · 0–3 |          |
| Mijaín López        | 130 kg      | erőnyerő                  | Heiki Nabi (EST) · 3–0      | Johan Eurén (SWE) · 4–0  | Szergej Szemjonov (RUS) · 3–0   |                   |                   |                   | Rıza Kayaalp (TUR) · 6–0      |          |

Szabadfogású
| Versenyző        | Versenyszám | Selejtező                          | Nyolcaddöntő                                   | Negyeddöntő             | Elődöntő          | Vigaszág első kör           | Vigaszág elődöntő                       | Bronz- mérkőzés                     | Döntő             | Helyezés |
| Versenyző        | Versenyszám | Ellenfél Eredmény                  | Ellenfél Eredmény                              | Ellenfél Eredmény       | Ellenfél Eredmény | Ellenfél Eredmény           | Ellenfél Eredmény                       | Ellenfél Eredmény                   | Ellenfél Eredmény | Helyezés |
| ---------------- | ----------- | ---------------------------------- | ---------------------------------------------- | ----------------------- | ----------------- | --------------------------- | --------------------------------------- | ----------------------------------- | ----------------- | -------- |
| Yowlys Bonne     | 57 kg       | Abbos Rakhmonov (UZB) · 10–0       | Adama Diatta (SEN) · 7–4                       | Higucsi Rei (JPN) · 4–8 |                   |                             | Jang Kjongil (PRK) · 11–1 technikai tus | Hassan Rahimi (IRI) · 0–9 kétvállas |                   | 5.       |
| Alejandro Valdés | 65 kg       | Mustafa Kaya (TUR) · kétvállas 4–4 | Szoszlan Ramonov (RUS) · 3–11                  |                         |                   | Haislan Veranes (CAN) · 3–3 | kiesett                                 | kiesett                             |                   | 7.       |
| Liván López      | 74 kg       | Taimuraz Friev (ESP) · 8–6         | Galymzhan Userbayev (KAZ) · 7–8                | kiesett                 | kiesett           | kiesett                     | kiesett                                 | kiesett                             | kiesett           | 10.      |
| Reineris Salas   | 86 kg       | erőnyerő                           | Kim Gvanuk (Kim Gwan-uk) (KOR) · kétvállas 4–1 | Selim Yaşar (TUR) · 2–5 |                   |                             | Jaime Espinal (PUR) · 6–4               | J’Den Cox (USA) · 1–3 kizárták      |                   | 5.       |
| Javier Cortina   | 97 kg       | erőnyerő                           | Kyle Frederick Snyder (USA) · 3–10             |                         |                   |                             | Albert Saritov (ROU) · 1–8              | kiesett                             |                   | 10.      |

## Cselgáncs
Férfi
| Versenyző         | Versenyszám  | Selejtező                           | 32-es főtábla                                     | Nyolcaddöntő                                       | Negyeddöntő                               | Elődöntő          | Vigaszág elődöntő                       | Bronz- mérkőzés                 | Döntő             | Helyezés |
| Versenyző         | Versenyszám  | Ellenfél Eredmény                   | Ellenfél Eredmény                                 | Ellenfél Eredmény                                  | Ellenfél Eredmény                         | Ellenfél Eredmény | Ellenfél Eredmény                       | Ellenfél Eredmény               | Ellenfél Eredmény | Helyezés |
| ----------------- | ------------ | ----------------------------------- | ------------------------------------------------- | -------------------------------------------------- | ----------------------------------------- | ----------------- | --------------------------------------- | ------------------------------- | ----------------- | -------- |
| Magdiel Estrada   | Könnyűsúly   | Jaromír Ježek (CZE) · 010(2)-002(0) | Lasha Shavdatuashvili (GEO) · 000(1)–100(0)       | kiesett                                            | kiesett                                   | kiesett           |                                         |                                 |                   | 17.      |
| Iván Felipe Silva | Váltósúly    | erőnyerő                            | Avtandil Ch'rik'ishvili (GEO) · 000(0)–001(1)     | kiesett                                            | kiesett                                   | kiesett           |                                         |                                 |                   | 17.      |
| Asley González    | Középsúly    | Martín Michel (BOL) · 110(0)-000(0) | Quedjau Nhabali (UKR) · 101(0)-000(0)             | Lkhagvasürengiin Otgonbaatar (MGL) · 000(4)–100(2) | kiesett                                   | kiesett           |                                         |                                 |                   | 9.       |
| José Armenteros   | Félnehézsúly | erőnyerő                            | Najdangín Tüvsinbajar (MGL) · 001(0)-000(0)       | Ramadan Darwish (EGY) · 000(1)–001(3)              | kiesett                                   | kiesett           |                                         |                                 |                   | 9.       |
| Alex García       | Nehézsúly    |                                     | Mukhamadmurod Abdurakhmonov (TJK) · 100(1)-000(0) | Bor Barna (HUN) · 000(0)-000(1)                    | Haraszava Hiszajosi (JPN) · 000(4)–100(0) |                   | Jurij Krakoveckij (KGZ) · 100(0)-000(1) | Or Sasson (ISR) · 000(2)–000(1) |                   | 5.       |

Női
| Versenyző         | Versenyszám  | Selejtező                                     | Nyolcaddöntő                               | Negyeddöntő                                         | Elődöntő                                              | Vigaszág elődöntő                | Bronz- mérkőzés                            | Döntő                               | Helyezés |
| Versenyző         | Versenyszám  | Ellenfél Eredmény                             | Ellenfél Eredmény                          | Ellenfél Eredmény                                   | Ellenfél Eredmény                                     | Ellenfél Eredmény                | Ellenfél Eredmény                          | Ellenfél Eredmény                   | Helyezés |
| ----------------- | ------------ | --------------------------------------------- | ------------------------------------------ | --------------------------------------------------- | ----------------------------------------------------- | -------------------------------- | ------------------------------------------ | ----------------------------------- | -------- |
| Dayaris Mestre    | Légsúly      | Asaramanitra Ratiarison (MAD) · 000(1)-000(3) | Julia Figueroa (ESP) · 011(0)-000(1)       | Sarah Menezes (BRA) · 000(0)-000(1)                 | Csong Bogjong (Jeong Bo-gyeong) (KOR) · 000(0)–100(0) |                                  | Galbadrah Otgonceceg (KAZ) · 000(0)–100(2) |                                     | 5.       |
| Maricet Espinosa  | Váltósúly    | Phupu Lamu Khatri (NEP) · 011(0)-000(3)       | Yarden Gerbi (ISR) · 001(0)–100(0)         | kiesett                                             | kiesett                                               |                                  |                                            |                                     | 9.       |
| Yalennis Castillo | Félnehézsúly | erőnyerő                                      | Marhinde Verkerk (NED) · 000(1)-000(2)     | Anamari Velenšek (SLO) · 000(0)–100(0)              |                                                       | Joó Abigél (HUN) · 001(2)-000(0) | Mayra Aguiar (BRA) · 000(1)–001(0)         |                                     | 5.       |
| Idalys Ortíz      | Nehézsúly    | erőnyerő                                      | Kszenyija Csibiszova (RUS) · 100(0)-000(0) | Kim Mindzsong (Kim Min-jeong) (KOR) · 101(0)-000(0) | Jamabe Kanae (JPN) · 001(2)-000(1)                    |                                  |                                            | Émilie Andéol (FRA) · 000(1)–100(1) |          |

## Evezés
Férfi
| Versenyző                        | Versenyszám              | Előfutam | Előfutam | Vigaszág | Vigaszág | Negyeddöntő | Negyeddöntő | Elődöntő | Elődöntő | Elődöntő | Döntő   | Döntő   | Döntő   | Helyezés |
| Versenyző                        | Versenyszám              | Idő      | Hely.    | Idő      | Hely.    | Idő         | Hely.       | Típus    | Idő      | Hely.    | Típus   | Idő     | Hely.   | Helyezés |
| -------------------------------- | ------------------------ | -------- | -------- | -------- | -------- | ----------- | ----------- | -------- | -------- | -------- | ------- | ------- | ------- | -------- |
| Ángel Founier                    | Egypárevezős             | 7:06,89  | 1.       | erőnyerő | erőnyerő | 6:51,89     | 1.          | A/B      | 7:02,65  | 3.       | A       | 6:55,90 | 6.      | 6.       |
| Eduardo Rubio Adrián Oquendo     | Kétpárevezős             | 6:52,20  | 5.       | 6:21,52  | 4.       |             |             | kiesett  | kiesett  | kiesett  | kiesett | kiesett | kiesett | 13.      |
| Raúl Hernández Liosbel Hernández | Könnyűsúlyú kétpárevezős | 6:39,79  | 4.       | 7:07,17  | 3.       |             |             | C/D      | 7:30,13  | 2.       | C       | 6:47,80 | 6.      | 18.      |

Női
| Versenyző                         | Versenyszám              | Előfutam | Előfutam | Vigaszág | Vigaszág | Elődöntő | Elődöntő | Elődöntő | Döntő | Döntő   | Döntő | Helyezés |
| Versenyző                         | Versenyszám              | Idő      | Hely.    | Idő      | Hely.    | Típus    | Idő      | Hely.    | Típus | Idő     | Hely. | Helyezés |
| --------------------------------- | ------------------------ | -------- | -------- | -------- | -------- | -------- | -------- | -------- | ----- | ------- | ----- | -------- |
| Yislena Hernández Licet Hernández | Könnyűsúlyú kétpárevezős | 7:26,43  | 4.       | 8:22,05  | 5.       | C/D      | 8:27,44  | 4.       | D     | 7:50,21 | 1.    | 19.      |

## Íjászat
Férfi
| Versenyző      | Versenyszám | Selejtező | Selejtező | 64-es főtábla                     | 32-es főtábla             | Nyolcaddöntő      | Negyeddöntő       | Elődöntő          | Döntő             | Helyezés |
| Versenyző      | Versenyszám | Pont      | Kiemelés  | Ellenfél Eredmény                 | Ellenfél Eredmény         | Ellenfél Eredmény | Ellenfél Eredmény | Ellenfél Eredmény | Ellenfél Eredmény | Helyezés |
| -------------- | ----------- | --------- | --------- | --------------------------------- | ------------------------- | ----------------- | ----------------- | ----------------- | ----------------- | -------- |
| Adrián Puentes | Egyéni      | 656       | 37.       | Ernesto Boardman (MEX)(28.) · 6-4 | Atanu Das (IND)(5.) · 4-6 | kiesett           | kiesett           | kiesett           | kiesett           | 17.      |

## Kajak-kenu

### Gyorsasági
Férfi
| Versenyző                   | Versenyszám         | Előfutam | Előfutam | Előfutam | Elődöntő | Elődöntő | Elődöntő | Döntő   | Döntő    | Döntő    | Helyezés |
| Versenyző                   | Versenyszám         | Idő      | Hely.    | Össz.    | Idő      | Hely.    | Össz.    | Típus   | Idő      | Helyezés | Helyezés |
| --------------------------- | ------------------- | -------- | -------- | -------- | -------- | -------- | -------- | ------- | -------- | -------- | -------- |
| Fidel Antonio Vargas        | Kajak egyes 200 m   | 35,561   | 6.       | 17.      | kiesett  | kiesett  | kiesett  | kiesett | kiesett  | kiesett  | 17.      |
| Jorge García Reinier Torres | Kajak kettes 1000 m | 3:25,711 | 5.       | 8.       | 3:23,466 | 5.       | 10.      | B       | 3:18,768 | 1.       | 9.       |
| Serguey Torres Jorge Dayán  | Kenu kettes 1000 m  | 3:34,939 | 2.       | 3.       | 3:40,192 | 1.       | 2.       | A       | 3:48,133 | 6.       | 6.       |

Női
| Versenyző       | Versenyszám       | Előfutam | Előfutam | Előfutam | Elődöntő | Elődöntő | Elődöntő | Döntő   | Döntő   | Döntő    | Helyezés |
| Versenyző       | Versenyszám       | Idő      | Hely.    | Össz.    | Idő      | Hely.    | Össz.    | Típus   | Idő     | Helyezés | Helyezés |
| --------------- | ----------------- | -------- | -------- | -------- | -------- | -------- | -------- | ------- | ------- | -------- | -------- |
| Yusmari Mengana | Kajak egyes 200 m | 41,701   | 4.       | 15.      | 41,688   | 6.       | 16.      | B       | 42,036  | 4.       | 12.      |
| Yusmari Mengana | Kajak egyes 500 m | 2:02,162 | 6.       | 25.      | kiesett  | kiesett  | kiesett  | kiesett | kiesett | kiesett  | 25.      |

## Kerékpározás

### Országúti kerékpározás
Női
| Versenyző      | Versenyszám   | Idő             | Helyezés |
| -------------- | ------------- | --------------- | -------- |
| Arlenis Sierra | Mezőnyverseny | 3:58:03 (+6:36) | 28.      |

### Pálya-kerékpározás
Sprintversenyek
| Versenyző       | Versenyszám | Selejtező | Selejtező | 1. forduló           | Vigaszág               | Vigaszág | 2. forduló           | Vigaszág               | Vigaszág | 9–12. helyért          | 9–12. helyért | Negyeddöntő          | 5–8. helyért           | 5–8. helyért | Elődöntő             | Döntő                | Helyezés |
| Versenyző       | Versenyszám | Idő       | Hely.     | Ellenfél Győztes idő | Ellenfelek Győztes idő | Hely.    | Ellenfél Győztes idő | Ellenfelek Győztes idő | Hely.    | Ellenfelek Győztes idő | Hely.         | Ellenfél Győztes idő | Ellenfelek Győztes idő | Hely.        | Ellenfél Győztes idő | Ellenfél Győztes idő | Helyezés |
| --------------- | ----------- | --------- | --------- | -------------------- | ---------------------- | -------- | -------------------- | ---------------------- | -------- | ---------------------- | ------------- | -------------------- | ---------------------- | ------------ | -------------------- | -------------------- | -------- |
| Lisandra Guerra | Női egyéni  | 11,171    | 20.       | kiesett              | kiesett                | kiesett  | kiesett              | kiesett                | kiesett  | kiesett                | kiesett       | kiesett              | kiesett                | kiesett      | kiesett              | kiesett              | 20.      |

Keirin
| Versenyző       | Versenyszám | 1. forduló | Vigaszág | 2. forduló | 7–12. helyért | Döntő    | Helyezés |
| Versenyző       | Versenyszám | Helyezés   | Helyezés | Helyezés   | Helyezés      | Helyezés | Helyezés |
| --------------- | ----------- | ---------- | -------- | ---------- | ------------- | -------- | -------- |
| Lisandra Guerra | Női         | 3.         | 3.       | kiesett    | kiesett       | kiesett  | 17.      |

Omnium
| Versenyző      | Versenyszám | 10 km-es scratch | 10 km-es scratch | 3 km-es egyéni üldözőverseny | 3 km-es egyéni üldözőverseny | 3 km-es egyéni üldözőverseny | Kieséses verseny | Kieséses verseny | 500 m-es időfutam | 500 m-es időfutam | 500 m-es időfutam | 250 méter repülő rajt | 250 méter repülő rajt | 250 méter repülő rajt | 20 km-es pontverseny | 20 km-es pontverseny | Összesítés | Összesítés |
| Versenyző      | Versenyszám | Pont             | Hely.            | Idő                          | Pont                         | Hely.                        | Pont             | Hely.            | Idő               | Pont              | Hely.             | Idő                   | Pont                  | Hely.                 | Pont                 | Hely.                | Pont       | Helyezés   |
| -------------- | ----------- | ---------------- | ---------------- | ---------------------------- | ---------------------------- | ---------------------------- | ---------------- | ---------------- | ----------------- | ----------------- | ----------------- | --------------------- | --------------------- | --------------------- | -------------------- | -------------------- | ---------- | ---------- |
| Marlies Mejias | Női         | 18               | 12.              | 3:34,034                     | 26                           | 8.                           | 6                | 18.              | 35,655            | 26                | 8.                | 14,441                | 24                    | 9.                    | 73                   | 3.                   | 173        | 7.         |

## Ökölvívás
Férfi
| Versenyző           | Versenyszám     | Selejtező              | Nyolcaddöntő                   | Negyeddöntő                               | Elődöntő                         | Döntő                              | Helyezés |
| Versenyző           | Versenyszám     | Ellenfél Eredmény      | Ellenfél Eredmény              | Ellenfél Eredmény                         | Ellenfél Eredmény                | Ellenfél Eredmény                  | Helyezés |
| ------------------- | --------------- | ---------------------- | ------------------------------ | ----------------------------------------- | -------------------------------- | ---------------------------------- | -------- |
| Joahnys Argilagos   | Papírsúly       | erőnyerő               | Galal Yafai (GBR) · 2-1        | Peter Warui (KEN) · 3-0                   | Yuberjén Martínez (COL) · 1-2    | kiesett                            |          |
| Yosvany Veitía      | Légsúly         | erőnyerő               | Achraf Kharroubi (MAR) · 3-0   | Hu Csien-kuan (Hu Jianguan) (CHN) · 1-2   | kiesett                          | kiesett                            | 5.       |
| Robeisy Ramírez     | Harmatsúly      | Siva Thápa (IND) · 3-0 | Mohamed Hamout (MAR) · 2-1     | Csang Csia-vej (Zhang Jiawei) (CHN) · 3-0 | Murodjon Akhmadaliev (UZB) · 3-0 | Shakur Stevenson (USA) · 2-1       |          |
| Lázaro Álvarez      | Könnyűsúly      | erőnyerő               | Carmine Tommasone (ITA) · 3-0  | Carlos Balderas (USA) · 3-0               | Robson Conceição (BRA) · 0-3     | kiesett                            |          |
| Yasnier Toledo      | Kisváltósúly    | erőnyerő               | Pat McCormack (GBR) · 2-1      | Lorenzo Sotomayor (AZE) · 0-3             | kiesett                          | kiesett                            | 5.       |
| Roniel Iglesias     | Váltósúly       | erőnyerő               | Vladimir Margaryan (ARM) · RSC | Shakhram Giyasov (UZB) · 0-3              | kiesett                          | kiesett                            | 5.       |
| Arlen López         | Középsúly       | erőnyerő               | Harcsa Zoltán (HUN) · RSC      | Christian M'billi (FRA) · 3-0             | Kamran Shakhsuvarly (AZE) · 3-0  | Bektemir Melikuziev (UZB) · 3-0    |          |
| Julio César La Cruz | Félnehézsúly    | erőnyerő               | Mehmet Nadir Ünal (TUR) · 3-0  | Michel Borges (BRA) · 3-0                 | Mathieu Bauderlique (FRA) · 3-0  | Agyilbek Nyijazimbetov (KAZ) · 3-0 |          |
| Erislandy Savón     | Nehézsúly       | erőnyerő               | Lawrence Okolie (GBR) · 3-0    | Yamil Peralta (ARG) · 3-0                 | Vaszilij Levit (KAZ) · 0-3       | kiesett                            |          |
| Leinier Peró        | Szupernehézsúly | erőnyerő               | Guido Vianello (ITA) · 3-0     | Filip Hrgović (CRO) · RSC                 | kiesett                          | kiesett                            | 5.       |

## Öttusa
| Versenyző             | Versenyszám | Vívás (V) | Vívás (V) | Úszás   | Úszás | Úszás | Bónusz vívás (B) | Bónusz vívás (B) | Bónusz vívás (B) | Lovaglás      | Lovaglás      | Lovaglás | Lovaglás | Futás/Lövészet | Futás/Lövészet | Futás/Lövészet | Futás/Lövészet | Összesen    | Összesen |
| Versenyző             | Versenyszám | Eredmény  | Pont      | Idő     | Pont  | Hely. | Eredmény         | Pont             | V+B Hely.        | Idő           | Hibapont      | Pont     | Hely.    | Lövőhiba       | Idő            | Pont           | Hely.          | Összes pont | Helyezés |
| --------------------- | ----------- | --------- | --------- | ------- | ----- | ----- | ---------------- | ---------------- | ---------------- | ------------- | ------------- | -------- | -------- | -------------- | -------------- | -------------- | -------------- | ----------- | -------- |
| José Ricardo Figueroa | Férfi       | 9–26      | 154       | 2:15,39 | 294   | 36.   | 2–1              | 2                | 34.              | 122,31        | 67            | 233      | 32.      | 6              | 12:49,13       | 531            | 36.            | 1214        | 32.      |
| Leydi Moya            | Női         | 14–21     | 184       | 2:15,75 | 293   | 13.   | 0–1              | 0                | 29.              | nem ért célba | nem ért célba | 0        | 30.      | 5              | 13:11,07       | 509            | 22.            | 986         | 33.      |

## Röplabda

### Férfi
| Kubai férfi röplabdacsapat-játékoskeret                                                                     | Kubai férfi röplabdacsapat-játékoskeret                                           |
| --- | --------------------------------------------------------------------------------- |
| - Miguel Ángel López - Javier Concepción - Darienn Ferrer - Yonder García - Adrián Goide - Yosvani González | - Javier Jiménez - Osniel Melgarejo - Liván Osoria - Osniel Rendón - Mario Rivera |

#### Eredmények
Csoportkör
B csoport
|       |                     | Mérkőzések | Mérkőzések | Mérkőzések | Mérkőzések | Szettek | Szettek | Szettek | Pontok | Pontok | Pontok |
| Hely. | Csapat              | M          | Gy         | V          | Pont       | Sz+     | Sz–     | SzA     | P+     | P–     | PA     |
| ----- | ------------------- | ---------- | ---------- | ---------- | ---------- | ------- | ------- | ------- | ------ | ------ | ------ |
| 1.    | Argentína (ARG)     | 5          | 4          | 1          | 12         | 12      | 4       | 3,000   | 394    | 335    | 1,176  |
| 2.    | Lengyelország (POL) | 5          | 4          | 1          | 12         | 14      | 5       | 2,800   | 447    | 389    | 1,149  |
| 3.    | Oroszország (RUS)   | 5          | 4          | 1          | 11         | 13      | 6       | 2,167   | 432    | 367    | 1,177  |
| 4.    | Irán (IRI)          | 5          | 2          | 3          | 7          | 8       | 9       | 0,889   | 389    | 392    | 0,992  |
| 5.    | Egyiptom (EGY)      | 5          | 1          | 4          | 3          | 3       | 12      | 0,250   | 286    | 362    | 0,790  |
| 6.    | Kuba (CUB)          | 5          | 0          | 5          | 0          | 1       | 15      | 0,067   | 300    | 403    | 0,744  |

| 2016. augusztus 7. 20:30 (1:30) | Oroszország (RUS)                        | 3–1 | Kuba (CUB) | Ginásio do Maracanãzinho, Rio de Janeiro Nézőszám: 6287 Játékvezető: Vladimir Simonović (SRB), Rogerio Espicalsky (BRA) |
| 2016. augusztus 7. 20:30 (1:30) | (25–17, 25–19, 22–25, 25–18) Jegyzőkönyv |     |            | Ginásio do Maracanãzinho, Rio de Janeiro Nézőszám: 6287 Játékvezető: Vladimir Simonović (SRB), Rogerio Espicalsky (BRA) |

| 2016. augusztus 9. 20:30 (1:30) | Kuba (CUB)                        | 0–3 | Egyiptom (EGY) | Ginásio do Maracanãzinho, Rio de Janeiro Nézőszám: 5016 Játékvezető: Rogerio Espicalsky (BRA), Denny Cespedes (DOM) |
| 2016. augusztus 9. 20:30 (1:30) | (22–25, 15–25, 22–25) Jegyzőkönyv |     |                | Ginásio do Maracanãzinho, Rio de Janeiro Nézőszám: 5016 Játékvezető: Rogerio Espicalsky (BRA), Denny Cespedes (DOM) |

| 2016. augusztus 11. 9:30 (14:30) | Irán (IRI)                        | 3–0 | Kuba (CUB) | Ginásio do Maracanãzinho, Rio de Janeiro Nézőszám: 6625 Játékvezető: Fabrizio Pasquali (ITA), Juray Mokrý (SVK) |
| 2016. augusztus 11. 9:30 (14:30) | (25–21, 31–29, 25–16) Jegyzőkönyv |     |            | Ginásio do Maracanãzinho, Rio de Janeiro Nézőszám: 6625 Játékvezető: Fabrizio Pasquali (ITA), Juray Mokrý (SVK) |

| 2016. augusztus 13. 11:35 (16:35) | Argentína (ARG)                   | 3–0 | Kuba (CUB) | Ginásio do Maracanãzinho, Rio de Janeiro Nézőszám: 7428 Játékvezető: Paulo Turci (BRA), Vladimir Simonović (SRB) |
| 2016. augusztus 13. 11:35 (16:35) | (25–16, 25–14, 25–16) Jegyzőkönyv |     |            | Ginásio do Maracanãzinho, Rio de Janeiro Nézőszám: 7428 Játékvezető: Paulo Turci (BRA), Vladimir Simonović (SRB) |

| 2016. augusztus 15. 17:05 (22:05) | Lengyelország (POL)               | 3–0 | Kuba (CUB) | Ginásio do Maracanãzinho, Rio de Janeiro Nézőszám: 8175 Játékvezető: Mohammad Shahmiri (IRI), Hernán Casamiquela (ARG) |
| 2016. augusztus 15. 17:05 (22:05) | (25–18, 25–15, 25–17) Jegyzőkönyv |     |            | Ginásio do Maracanãzinho, Rio de Janeiro Nézőszám: 8175 Játékvezető: Mohammad Shahmiri (IRI), Hernán Casamiquela (ARG) |

| Csapat     | Helyezés |
| ---------- | -------- |
| Kuba (CUB) | 11.      |

### Strandröplabda

#### Férfi
| Versenyző                    | Csoportkör | Csoportkör | 16 közé jutásért  | Nyolcaddöntő                                                      | Negyeddöntő                                                                                  | Elődöntő          | Döntő             | Helyezés |
| Versenyző                    | Ellenfél Eredmény | Hely.      | Ellenfél Eredmény | Ellenfél Eredmény                                                 | Ellenfél Eredmény                                                                            | Ellenfél Eredmény | Ellenfél Eredmény | Helyezés |
| ---------------------------- | --- | ---------- | ----------------- | ----------------------------------------------------------------- | -------------------------------------------------------------------------------------------- | ----------------- | ----------------- | -------- |
| Nivaldo Díaz Sergio González | D csoport · Brazília (BRA) · Evandro Oliveira · Pedro Solberg · 24–22, 21–23, 15–13 · Lettország (LAT) · Aleksandrs Samoilovs · Jānis Šmēdiņš · 23–21, 19–21, 15–9 · Kanada (CAN) · Ben Saxton · Chaim Schalk · 21–15, 21–18 | 1.         |                   | Ausztria (AUT) · Clemens Doppler · Alexander Horst · 21–17, 21–14 | Oroszország (RUS) · Vjacseszlav Kraszilnyikov · Konsztantyin Szemjonov · 20–22, 24–22, 16–18 | kiesett           | kiesett           | 5.       |

## Sportlövészet
Férfi
| Versenyző             | Versenyszám           | Selejtező | Selejtező | Elődöntő | Elődöntő | Döntő   | Döntő    |
| Versenyző             | Versenyszám           | Pont      | Helyezés  | Pont     | Helyezés | Pont    | Helyezés |
| --------------------- | --------------------- | --------- | --------- | -------- | -------- | ------- | -------- |
| Leuris Pupo           | Gyorstüzelő pisztoly  | 583       | 6.        |          |          | 18      | 5.       |
| Jorge Grau            | Légpisztoly           | 569       | 37.       |          |          | kiesett | kiesett  |
| Jorge Grau            | Szabadpisztoly        | 546       | 27.       |          |          | kiesett | kiesett  |
| Reinier Estpinan      | Sportpuska, fekvő     | 613,6     | 45.       |          |          | kiesett | kiesett  |
| Reinier Estpinan      | Sportpuska, összetett | 1157      | 38.       |          |          | kiesett | kiesett  |
| Reinier Estpinan      | Légpuska              | 610,0     | 48.       |          |          | kiesett | kiesett  |
| Alexander Molerio     | Légpuska              | 607,2     | 49.       |          |          | kiesett | kiesett  |
| Alexander Molerio     | Sportpuska, összetett | 1146      | 42.       |          |          | kiesett | kiesett  |
| Juan Miguel Rodríguez | Skeet                 | 116       | 26.       | kiesett  | kiesett  | kiesett | kiesett  |

Női
| Versenyző        | Versenyszám           | Selejtező | Selejtező | Döntő   | Döntő    |
| Versenyző        | Versenyszám           | Pont      | Helyezés  | Pont    | Helyezés |
| ---------------- | --------------------- | --------- | --------- | ------- | -------- |
| Dianelys Pérez   | Légpuska              | 403,5     | 46.       | kiesett | kiesett  |
| Dianelys Pérez   | Sportpuska, összetett | 568       | 36.       | kiesett | kiesett  |
| Eglis Yaima Cruz | Sportpuska, összetett | 581       | 10.       | kiesett | kiesett  |
| Eglis Yaima Cruz | Légpuska              | 412,1     | 31.       | kiesett | kiesett  |

## Súlyemelés
Férfi
| Versenyző         | Versenyszám | Szakítás | Szakítás | Lökés    | Lökés    | Összesen | Helyezés |
| Versenyző         | Versenyszám | Eredmény | Helyezés | Eredmény | Helyezés | Összesen | Helyezés |
| ----------------- | ----------- | -------- | -------- | -------- | -------- | -------- | -------- |
| Yoelmis Hernández | 85 kg       | 150      | 14.      | 200      | 7.       | 350      | 10.      |

Női
| Versenyző        | Versenyszám | Szakítás | Szakítás | Lökés    | Lökés    | Összesen | Helyezés |
| Versenyző        | Versenyszám | Eredmény | Helyezés | Eredmény | Helyezés | Összesen | Helyezés |
| ---------------- | ----------- | -------- | -------- | -------- | -------- | -------- | -------- |
| Marina Rodríguez | 63 kg       | 94       | 9.       | 121      | 5.       | 215      | 8.       |

## Taekwondo
Férfi
| Versenyző   | Versenyszám | Nyolcaddöntő                  | Negyeddöntő               | Elődöntő          | Vigaszág elődöntő | Bronz- mérkőzés   | Döntő             | Helyezés |
| Versenyző   | Versenyszám | Ellenfél Eredmény             | Ellenfél Eredmény         | Ellenfél Eredmény | Ellenfél Eredmény | Ellenfél Eredmény | Ellenfél Eredmény | Helyezés |
| ----------- | ----------- | ----------------------------- | ------------------------- | ----------------- | ----------------- | ----------------- | ----------------- | -------- |
| Rafael Alba | Nehézsúly   | Yassine Trabelsi (TUN) · 13-4 | Dmitry Shokin (UZB) · 1-1 | kiesett           |                   |                   |                   | 9.       |

## Tollaslabda
| Versenyző        | Versenyszám | Csoportkör                                                                        | Csoportkör | Nyolcaddöntő      | Negyeddöntő       | Elődöntő          | Bronz- mérkőzés   | Döntő             | Helyezés |
| Versenyző        | Versenyszám | Ellenfél Eredmény                                                                 | Hely.      | Ellenfél Eredmény | Ellenfél Eredmény | Ellenfél Eredmény | Ellenfél Eredmény | Ellenfél Eredmény | Helyezés |
| ---------------- | ----------- | --------------------------------------------------------------------------------- | ---------- | ----------------- | ----------------- | ----------------- | ----------------- | ----------------- | -------- |
| Osleini Guerrero | Férfi egyes | J csoport · Howard Shu (USA) · 21–16, 21–15 · Tommy Sugiarto (INA) · 12–21, 14–21 | 2.         | kiesett           | kiesett           | kiesett           | kiesett           | kiesett           | 14.      |

## Torna
Férfi
| Versenyző        | Versenyszám      | Selejtező | Selejtező | Döntő    | Döntő    |
| Versenyző        | Versenyszám      | Pontszám  | Helyezés  | Pontszám | Helyezés |
| ---------------- | ---------------- | --------- | --------- | -------- | -------- |
| Manrique Larduet | Talaj            | 15,200    | 10.       | kiesett  | kiesett  |
| Manrique Larduet | Korlát           | 15,766    | 4.        | 15,625   | 5.       |
| Manrique Larduet | Nyújtó           | 15,116    | 8.        | 15,033   | 6.       |
| Manrique Larduet | Gyűrű            | 15,100    | 12.       | kiesett  | kiesett  |
| Manrique Larduet | Lólengés         | 13,866    | 45.       | kiesett  | kiesett  |
| Manrique Larduet | Egyéni összetett | 86,814    | 15.       | feladta  | feladta  |
| Randy Lerú       | Talaj            | 13,000    | 64.       | kiesett  | kiesett  |
| Randy Lerú       | Korlát           | 15,000    | 26.       | kiesett  | kiesett  |
| Randy Lerú       | Nyújtó           | 14,866    | 14.*      | kiesett  | kiesett  |
| Randy Lerú       | Gyűrű            | 13,400    | 63.       | kiesett  | kiesett  |
| Randy Lerú       | Lólengés         | 11,966    | 69.       | kiesett  | kiesett  |
| Randy Lerú       | Egyéni összetett | 82,398    | 43.       | kiesett  | kiesett  |

Női
| Versenyző      | Versenyszám      | Selejtező | Selejtező | Döntő    | Döntő    |
| Versenyző      | Versenyszám      | Pontszám  | Helyezés  | Pontszám | Helyezés |
| -------------- | ---------------- | --------- | --------- | -------- | -------- |
| Marcia Vidiaux | Talaj            | 13,066    | 58.       | kiesett  | kiesett  |
| Marcia Vidiaux | Ugrás            | 14,183    | 18.       | kiesett  | kiesett  |
| Marcia Vidiaux | Felemás korlát   | 13,825    | 48.       | kiesett  | kiesett  |
| Marcia Vidiaux | Gerenda          | 11,700    | 76.       | kiesett  | kiesett  |
| Marcia Vidiaux | Egyéni összetett | 52,024    | 48.       | kiesett  | kiesett  |

* - egy másik versenyzővel azonos eredményt ért el

## Úszás
Férfi
| Versenyző        | Versenyszám  | Előfutam | Előfutam | Előfutam | Döntő   | Döntő    |
| Versenyző        | Versenyszám  | Idő      | Hely.    | Össz.    | Idő     | Helyezés |
| ---------------- | ------------ | -------- | -------- | -------- | ------- | -------- |
| Luis Vega Torres | 400 m vegyes | 4:27,27  | 3.       | 26.      | kiesett | kiesett  |

Női
| Versenyző     | Versenyszám | Előfutam | Előfutam | Előfutam | Elődöntő | Elődöntő | Elődöntő | Döntő   | Döntő    |
| Versenyző     | Versenyszám | Idő      | Hely.    | Össz.    | Idő      | Hely.    | Össz.    | Idő     | Helyezés |
| ------------- | ----------- | -------- | -------- | -------- | -------- | -------- | -------- | ------- | -------- |
| Elisbet Gámez | 200 m gyors | 2:01,08  | 4.       | 36.      | kiesett  | kiesett  | kiesett  | kiesett | kiesett  |

## Vívás
Férfi
| Versenyző       | Versenyszám  | 32-es főtábla                                | Nyolcaddöntő      | Negyeddöntő       | Elődöntő          | Bronz- mérkőzés   | Döntő             | Helyezés |
| Versenyző       | Versenyszám  | Ellenfél Eredmény                            | Ellenfél Eredmény | Ellenfél Eredmény | Ellenfél Eredmény | Ellenfél Eredmény | Ellenfél Eredmény | Helyezés |
| --------------- | ------------ | -------------------------------------------- | ----------------- | ----------------- | ----------------- | ----------------- | ----------------- | -------- |
| Yoandry Iriarte | Kard, egyéni | Kim Dzsonghvan (Kim Jeong-hwan) (KOR) · 7-15 | kiesett           | kiesett           | kiesett           | kiesett           | kiesett           | 32.      |